# Лесњица
Лесњица (пољ. Leśnica) град је у Пољској у Војводству опољском. По подацима из 2012. године број становника у месту је био 2696.

## Становништво
| 2012. |
| ----- |
| 2.696 |